# 瑟南特 (瓦兹省)
瑟南特（法語：Senantes，法語發音：[sənɑ̃t]）是法国瓦兹省的一个市镇，属于博韦区。

## 地理
瑟南特（49°29'9"N, 1°50'6"E）面积19.94 平方千米，位于法国上法蘭西大區瓦兹省，该省份为法国北部内陆省份，北起索姆省，西接厄尔省和滨海塞纳省，南至塞纳-马恩省和瓦兹河谷省，东临埃纳省。
与瑟南特接壤的市镇（或旧市镇、城区）包括：布拉库尔、布赖地区屈日、阿纳什、昂瓦勒、圣热尔梅德弗利、维朗布赖、维莱叙欧希、旺贝。

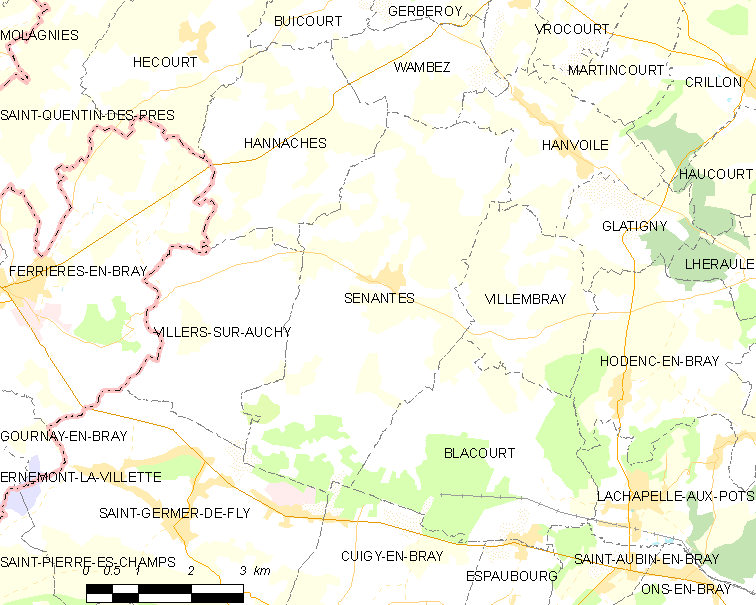
的OSM定位图

瑟南特的时区为UTC+01:00、UTC+02:00（夏令时）。

## 行政
瑟南特的邮政编码为60650，INSEE市镇编码为60611。

## 政治
瑟南特所属的省级选区为格朗维利耶县。

## 人口

1962-2008年间人口变化图示

瑟南特于2022年1月1日时的人口数量为583人。